# 小行星7551
小行星7551（7551 Edstolper）是一颗绕太阳运转的小行星，为主小行星带小行星。该小行星于1981年3月2日发现。

## 轨道参数
小行星7551的轨道半长轴为3.2119295 UA，离心率为0.105。